# ゼネラル・エレクトリック T901
 ゼネラル・エレクトリック T901 （GE3000）は、アメリカ陸軍の改善型タービン･エンジン・プログラム（Improved Turbine Engine Program, ITEP）用に開発中の3,000SHPクラスのターボシャフト・エンジンである。 計画によれば、2025年以降、1,300機以上のシコルスキーUH-60ブラックホークおよび600機以上のボーイングAH-64アパッチ、ならびに将来攻撃偵察機（Future Attack Reconnaissance Aircraft, FARA）のエンジンとして使用される予定である。

## 開発
2010年以降、ゼネラル・エレクトリック社は、T901に必要な技術の開発・試験のために3億ドル以上を支出してきた。2016年には、陸軍から1億200万ドルの契約を獲得し、100人の技術者で構成される設計チームを24ヶ月に渡って編成して、T901の予備設計審査に向けた準備を行った。
2017年10月には、試作エンジンを用いた6ヶ月におよぶ試験を自社で経費を負担して実施し、将来の発展性を含めた性能について、ITEPの要求性能を満たしていることを確認した。
2019年2月1日、アメリカ陸軍は、ゼネラル・エレクトリック T901をITEPの採用エンジンに決定した。また、2024年に予定されている低率生産開始までの設計および製造開発に関して、5億1,700万ドルの契約を締結した。

## 設計
ゼネラル・エレクトリック社は、ゼネラル・エレクトリック T700のシングル・スプール設計を踏襲するとともに、CFMインターナショナル LEAP、GE9XおよびGE先進型ターボプロップ（GE ATP）などのエンジンの製造で培われた積層造形（3Dプリンティング）技術とCMC（ceramic matrix composites,セラミック・マトリックス複合材）技術を用い、モジュール性の継続及び信頼性の向上を図った。 
積層造形法を用いることで、部品点数を削減し、ファスナー類を削減することで重量を低減できるだけでなく、従来の製造方法では困難な、より理想的な空力的形状を実現することで、エンジンの性能と信頼性、および耐久性を向上させている。また、金属材料に代わって、高温環境においても高い耐久性を持つCMC材料を用いることにより、冷却系統を簡素化することでエンジンの効率をさらに改善している。

## 搭載機種
- 将来型攻撃偵察機（Future Attack Reconnaissance Aircraft, FARA）候補機